# Gonzalo Arijón
Pour les articles homonymes, voir Arijón.
 (avril 2024).
La mise en forme du texte ne suit pas les recommandations de Wikipédia : il faut le « wikifier ».
Les points d'amélioration suivants sont les cas les plus fréquents. Le détail des points à revoir est peut-être précisé sur la page de discussion.
- Les titres sont pré-formatés par le logiciel. Ils ne sont ni en capitales, ni en gras.
- Le texte ne doit pas être écrit en capitales (les noms de famille non plus), ni en gras, ni en italique, ni en « petit »…
- Le gras n'est utilisé que pour surligner le titre de l'article dans l'introduction, une seule fois.
- L'italique est rarement utilisé : mots en langue étrangère, titres d'œuvres, noms de bateaux, etc.
- Les citations ne sont pas en italique mais en corps de texte normal. Elles sont entourées par des guillemets français : « et ».
- Les listes à puces sont à éviter, des paragraphes rédigés étant largement préférés. Les tableaux sont à réserver à la présentation de données structurées (résultats, etc.).
- Les appels de note de bas de page (petits chiffres en exposant, introduits par l'outil «  Source ») sont à placer entre la fin de phrase et le point final[comme ça].
- Les liens internes (vers d'autres articles de Wikipédia) sont à choisir avec parcimonie. Créez des liens vers des articles approfondissant le sujet. Les termes génériques sans rapport avec le sujet sont à éviter, ainsi que les répétitions de liens vers un même terme.
- Les liens externes sont à placer uniquement dans une section « Liens externes », à la fin de l'article. Ces liens sont à choisir avec parcimonie suivant les règles définies. Si un lien sert de source à l'article, son insertion dans le texte est à faire par les notes de bas de page.
- La présentation des références doit suivre les conventions bibliographiques. Il est recommandé d'utiliser les modèles {{Ouvrage}}, {{Chapitre}}, {{Article}}, {{Lien web}} et/ou {{Bibliographie}}. Le mode d'édition visuel peut mettre en forme automatiquement les références.
- Insérer une infobox (cadre d'informations à droite) n'est pas obligatoire pour parachever la mise en page.

Pour une aide détaillée, merci de consulter Aide:Wikification.
Si vous pensez que ces points ont été résolus, vous pouvez retirer ce bandeau et améliorer la mise en forme d'un autre article.
Gonzalo Arijón ( Montevideo, 5 juillet 1956 ) est un cinéaste uruguayen installé en France depuis 1979. Au cours des trente dernières années, il a réalisé et tourné un grand nombre de reportages et films documentaires, obtenant plusieurs prix ou nominations dans des festivals de cinéma internationaux.

## Filmographie
- Les yeux grands ouverts –  Un voyage dans l'amérique du sud d'aujourd'hui (Ojos bien abiertos – Un viaje por la Sudamérica de hoy), 2009
- La sociedad de la nieve ( Stranded : Je viens d'un avion qui s'est écrasé dans les montagnes, 2007.
- Lula, au sujet de l'espoir, 2005.
- Loin, très loin de Rome... , 2004
- Les Grands Duels du Sport (trois épisodes d'une série TV) :
  - Football : Boca Juniors/River Plate (2006)
  - Saut en longueur : Lewis/Powell (2004)
  - Boxe : Cuba/États-Unis (2004)
- La face cachée de Milosevic, 2002.
- Matis d'Amazonie : l'appel aux ancêtres, 2001.
- Adieu les coquelicots, 2001
- Rio de Janeiro : une guerre verticale, 1999.
- Por esos ojos (Esther et Mariana, d'une rive à l'autre), 1998[1].
- Somalie : le prix du sang versé, 1995.
- Chaque jour pour Sarajevo. chronique d'une rue assiégée (dix épisodes), 1994.
- Le monde selon mon frère, 1991.

## Prix
- Festival du documentaire de Thessalonique, 2010
- Festival du film de Sundance, 2008 (nomination)
- Festival international du film documentaire d'Amsterdam, 2007
- Prix de la Guilde des réalisateurs américains, 2009 (nomination)
- Prix du cinéma européen (nomination)
- Fête de La Havane, 1997